# El Jerezano
Manuel Lara Reyes (Jerez de la Frontera, 1868-Veracruz, 1912), conocido como El Jerezano, fue un torero español.

## Biografía

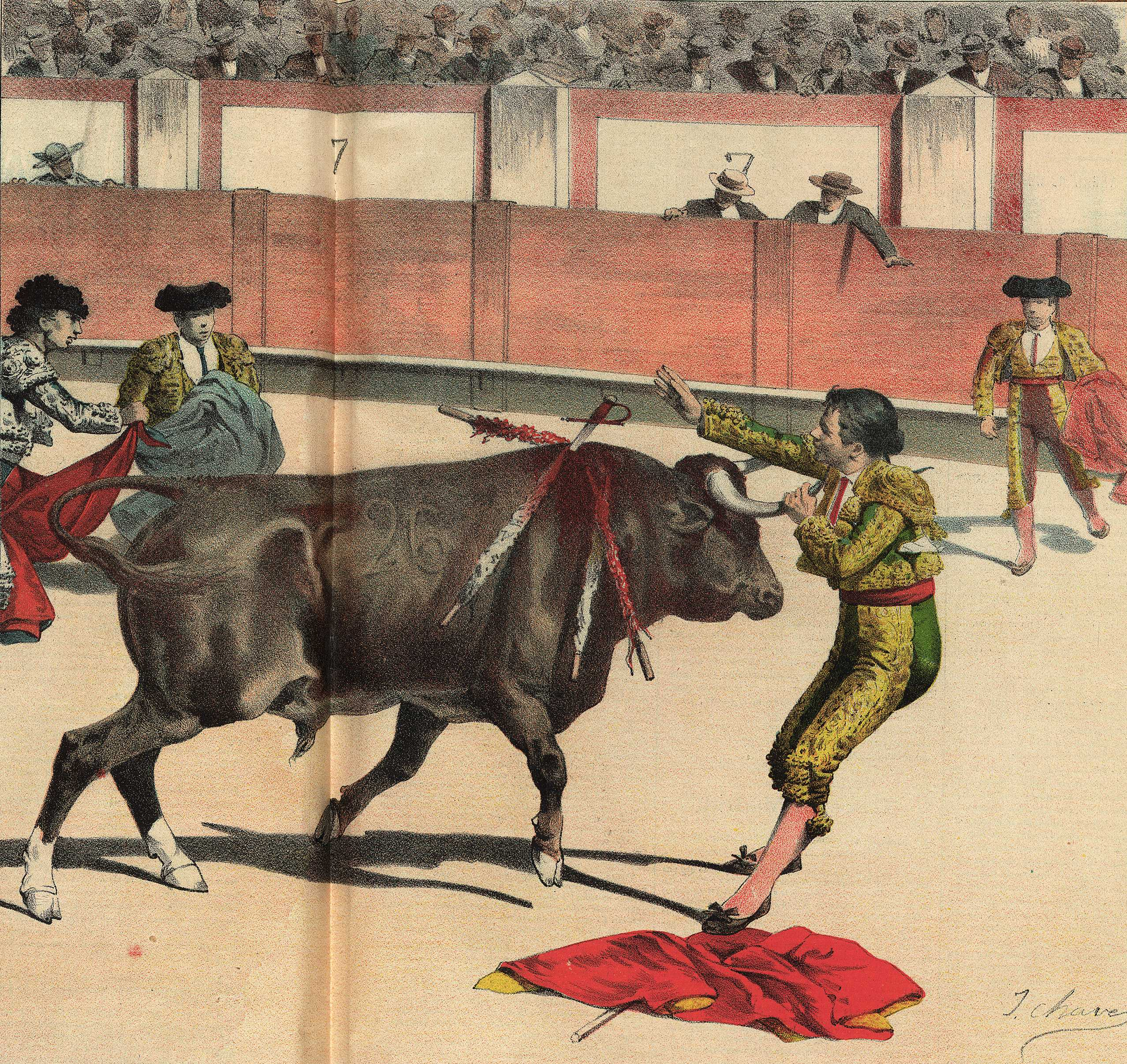
Cogida del Jerezano en Jerez (1895) por J. Chávez

El Jerezano, nombre artístico del torero andaluz Manuel Lara Reyes, nació en Jerez de la Frontera en 1868. Tomó la alternativa en Barcelona el 29 de octubre de 1899, de manos de su tío Chicorro, que se despedía del toreo, confirmándosela «Quinito» en Madrid el 18 de marzo de 1900, con toros de Arribas.
Tuvo varias cornadas, dos de ellas muy graves una el 15 de agosto de 1895 en el cuello y en otra en 1897 que lo tuvo año y medio imposibilitado. El 6 de octubre de 1912, en la ciudad mexicana de Veracruz, recibió de un toro un golpe en el vientre y falleció dos días después víctima de una peritonitis. El cadáver sería transportado más tarde a Jerez.